# Cantone di Mont-Louis
Il Cantone di Mont-Louis era una divisione amministrativa dell'arrondissement di Prades.
È stato soppresso a seguito della riforma complessiva dei cantoni del 2014, che è entrata in vigore con le elezioni dipartimentali del 2015.
Comprendeva i comuni di:
- Les Angles
- Bolquère
- La Cabanasse
- Caudiès-de-Conflent
- Fontpédrouse
- Fontrabiouse
- Formiguères
- La Llagonne
- Matemale
- Mont-Louis
- Planès
- Puyvalador
- Réal
- Saint-Pierre-dels-Forcats
- Sauto